# خالد بیبو
خالد بیبو (انگلیسی: Khaled Bebo؛ زادهٔ ۶ اکتبر ۱۹۷۶) یک بازیکن فوتبال اهل مصر است.

## باشگاهی
از باشگاه‌هایی که در آن بازی کرده‌است می‌توان به باشگاه ورزشی الاهلی مصر، باشگاه ورزشی اسماعیلی، و باشگاه فوتبال المصری اشاره کرد.

## تیم ملی
وی همچنین در تیم ملی فوتبال مصر بازی کرده است.